# Guyangan (Winong)
Guyangan is een bestuurslaag in het regentschap Pati van de provincie Midden-Java, Indonesië. Guyangan telt 1095 inwoners (volkstelling 2010).